# Christine Pomponio-Pate
Christine Pomponio-Pate (Denver, Colorado; 1975) es una culturista profesional, modelo de figura y actriz estadounidense.

## Biografía
Nació en 1975 en la ciudad de Denver (Colorado), hija de Phil y Michelle Pomponio. Siguiendo los pasos de su hermano, que había empezado a practicar powerlifting, empezó a entrenar con pesas cuando aún estaba en el instituto. En 1994, sin embargo, un grave accidente de coche interrumpió bruscamente sus entrenamientos.
Christine iba conduciendo cuando sufrió una bajada de azúcar y se desmayó al volante. Su coche cruzó la mediana y chocó frontalmente contra un camión. Un fallo mecánico impidió que se abrochara el cinturón de seguridad, por lo que no pudo salir por el parabrisas. Golpeó el volante con la cara, causándose graves daños bucales al salir. Estuvo semiinconsciente los dos días siguientes, a lo que le siguieron seis años de difícil recuperación. Christine estuvo dos meses de baja y necesitó seis años y once operaciones para reconstruir sus lesiones al estado anterior al accidente.
A pesar de los graves daños que sufrió, la única señal visible es una pequeña cicatriz en el labio. En el accidente sufrió graves lesiones bucales que le dañaron los dientes y le cortaron el labio. El día del accidente le extrajeron los dientes de la parte posterior del paladar y se los movieron hacia delante sin anestesia debido a la conmoción cerebral que sufrió en el accidente. También estuvo un tiempo en peligro de perder una pierna.
"Me quitaron piel del interior de la boca para reconstruirme el labio superior [...] Pasaron más de dos años hasta que volví a sentirme normal [...] Estaba acomplejada por los puntos y los cables, pero no perdí la perspectiva y agradecí el resultado. Podría haberme quedado paralítica o algo mucho peor", comentó. "Soy muy afortunada de tener mi vida y no tener ningún impedimento físico. Eso me motiva para seguir entrenando y compitiendo. Definitivamente, no siento lástima de mí misma. Me hace ser quien soy" [...] Competiré mientras siga siendo divertido".
Como parte de la rehabilitación, Christine empezó a entrenar con pesas como forma de mantenerse activa tras el accidente. En 1999, ese entrenamiento a tiempo parcial la llevó a competir en su primer concurso, los Campeonatos de Fitness del Estado de Colorado. El éxito fue inmediato, ya que ganó el título general de fitness. Decidió pasar a los niveles nacionales, donde compitió en los Campeonatos de Estados Unidos de 1999 y en los Nacionales de 2000. En el Team Universe de 2001, ganó la clase corta y obtuvo su tarjeta profesional.
Al haber sido atleta la mayor parte de su vida, los primeros éxitos en el escenario le resultaron fáciles, mientras que el éxito con las rutinas gimnásticas pesadas fue más difícil.
"Yo era una gimnasta de patio trasero. Mis mandatos eran fuertes, pero no era una gimnasta bien entrenada, así que mis rutinas eran entretenidas pero bastante básicas", expresó.
La creación de la división Pro Figure en 2003 le proporcionó una vía más adecuada para ella.
Sin embargo, después de pasar apuros en las primeras competiciones, el destino le sonrió en 2004 en los Campeonatos Pro Figure de California, donde quedó sexta. Después de esto, logró un subcampeonato en el Pro Figure de Nueva York. Terminó el año entre las seis primeras en el megaevento del deporte, el Figure Olympia.
Fuera del entorno deportivo, también ha realizado pequeñas actuaciones como actriz y modelo. También realiza trabajos de consultoría y modelaje a través de su sitio web.

## Historial competitivo
- 2004 - Figure Olympia — 6º puesto
- 2005 - Arnold Figure Classic — 4º puesto
- 2005 - Figure Olympia — 6º puesto
- 2005 - Pro Figure Tournament of Champions – 1º puesto
- 2006 - Figure Olympia — 4º puesto
- 2006 - IFBB CO Pro/Am — 3º puesto
- 2006 - IFBB CA Pro Championship – 1º puesto[1]